# شامواه (بلدة)
شامواه (بالإنجليزية:  Chamois)‏ هي بلدة وفي منطقة وادي اوستا شمال غرب إيطاليا.

شامواه هي البلدية الوحيدة في إيطاليا التي لا تستطيع السيارة الوصول إليها. يستطيع الزوار القدوم إليها عبر التلفريك أو طريق من لا ماقديليني.

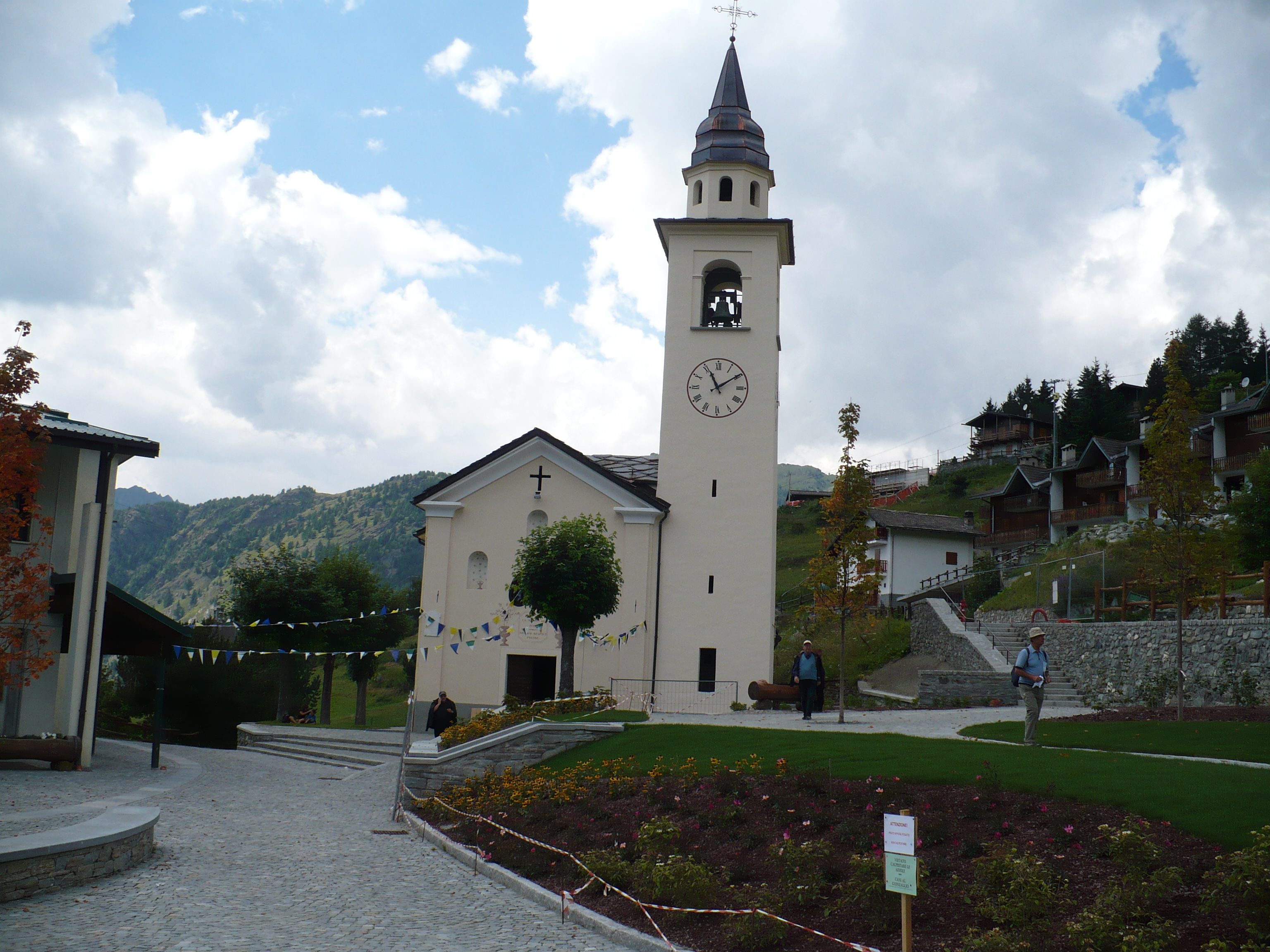
كنيسة شامواه
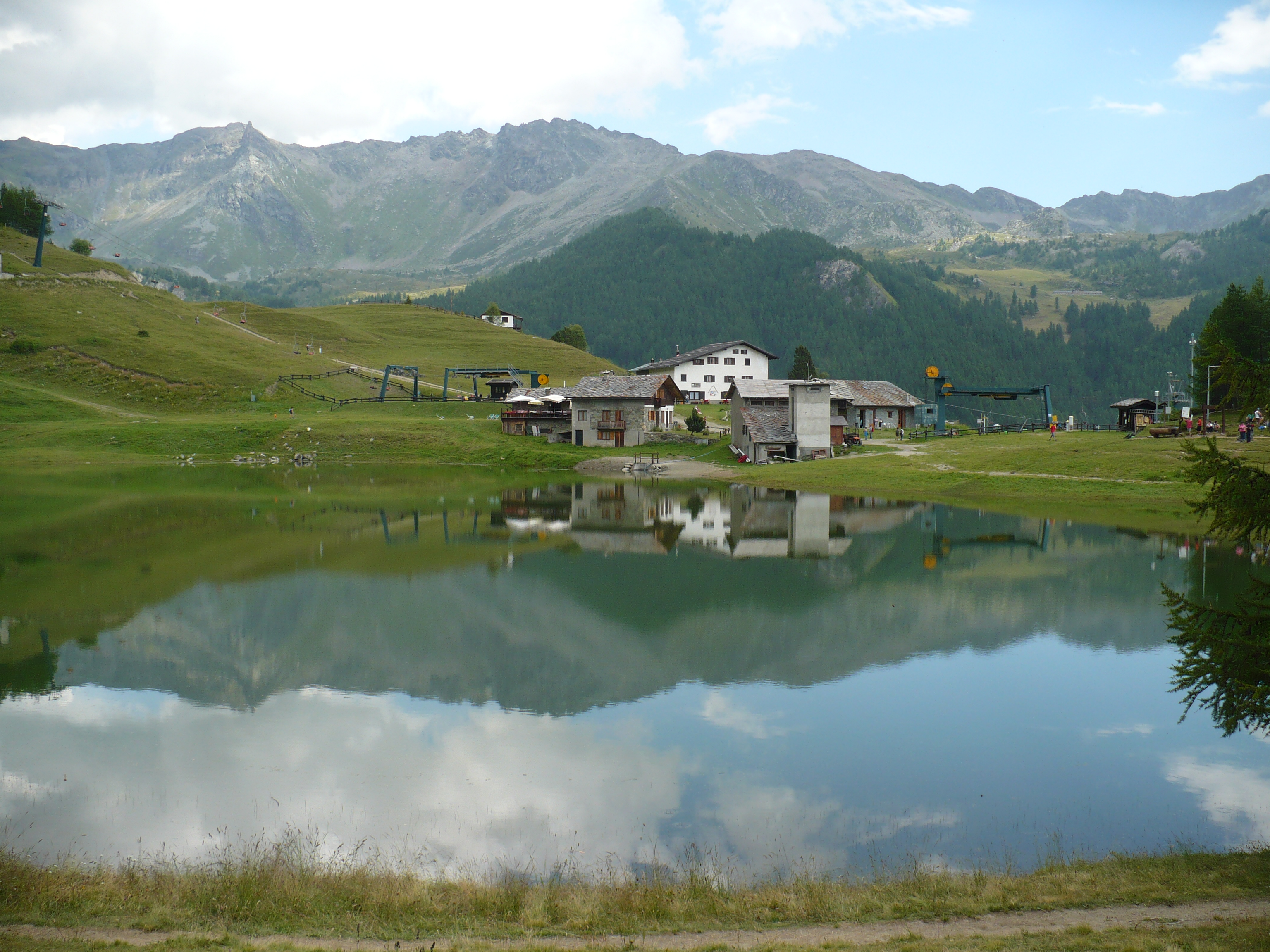
بحيرة لود الجبلية
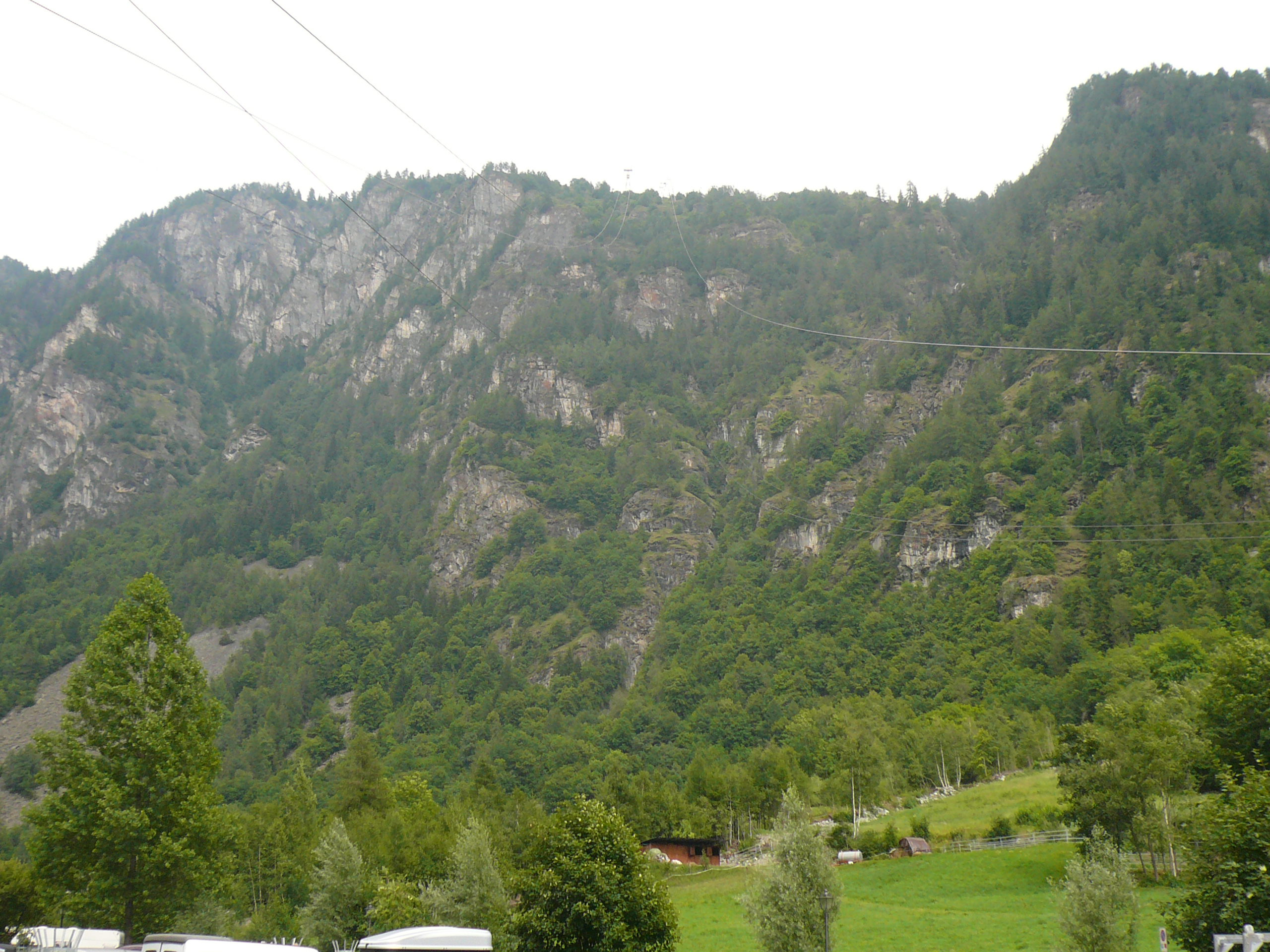
هضبة شامواه
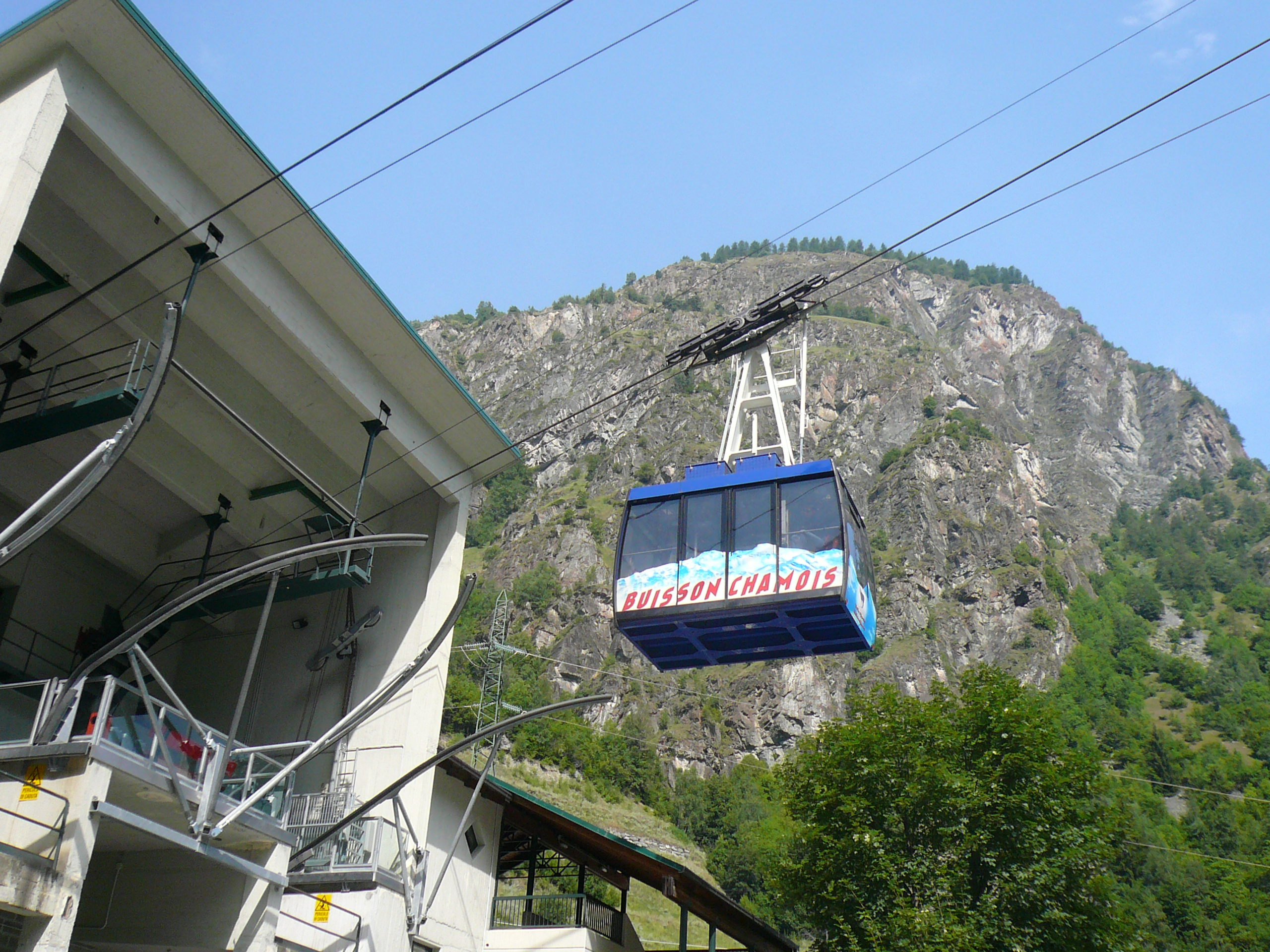
محطة التلفريك في بوسون
Aerial view of the town

## روابط خارجية
- لآلئ جبال الألب